# William Windom (acteur)
William Windom (New York, 28 september 1923 – 18 augustus 2012) was een Amerikaans acteur, die in meer dan 240 producties meedeed sinds zijn acteerdebuut in 1950. Zo speelde hij onder meer de rol van Dr. Seth Hazlitt in de serie Murder, She Wrote, had gastoptredens in vele televisieseries en speelde mee in vele films.
Windom trouwde vijf keer en heeft vier kinderen: Rachel, Heather Juliet, Hope en Rebel Russell.
Hij was een fervent schaker en verscheen daarop in verschillende bladen. Ook zeilen lag Windom goed; hij bezat verschillende boten en won sinds 1953 al vele zeilwedstrijden.
In de Tweede Wereldoorlog diende hij in de 508ste Parachute Infantry.

## Filmografie
- Madness (2006) - Bill (preproductie)
- Just (2006) - Grandpa Winkle
- Yesterday's Dreams (2005) - Herb
- Star Trek: New Voyages (televisieserie) - Commodore Matthew Decker (afl. In Harms Way, 2004)
- RTX Red Rock (videogame, 2003) - Augustus, Wheeler (stem)
- Dopamine (2003) - Rand's Father
- Dismembered (2003) - Police Capt. Hart
- JAG (televisieserie) - Adm. Chief Naval Operations (afl. Need to Know, 2002)
- Raising Dead (2002) - Chief Silton
- The District (televisieserie) - Harlan Kirby Sr. (afl. Bulldog's Ghost, 2001)
- Providence (televisieserie) - Harold Joyce (afl. The Invisible Man, 2001)
- Early Bird Special (2001) - Fred
- Ally McBeal (televisieserie) - Kris Porter/Santa Claus (afl. The Man with the Bag, 2000)
- The Thundering 8th (2000) - Old Joe
- Chicken Soup for the Soul (televisieserie) - Judge (afl. Rescued, 1999)
- Judging Amy (televisieserie) - Prof. Barnett (afl. Witch Hunt, 1999)
- True Crime (1999) - Neil
- Boy Meets World (televisieserie) - Ned (afl. Ain't College Great?, 1998)
- Children of the Corn IV: The Gathering (video, 1996) - Doc Larson
- Fugitive X: Innocent Target (televisiefilm, 1996) - Uncle Billy
- Murder, She Wrote (televisieserie) - Dr. Seth Hazlitt (47 afl. 1985-1996)
- Burke's Law (televisieserie) - Dale Montrose (afl. Who Killed the Tennis Ace?, 1995)
- Sonic the Hedgehog (televisieserie) - Sir Charles 'Uncle Chuck' Hedgehog (3 afl. 1993, 2 keer 1994, stem)
- Miracle on 34th Street (1994) - C.F. Cole
- Murphy Brown (televisieserie) - Ross Bowen (afl. Be Careful What You Wish For, 1994)
- Attack of the 50 Ft. Woman (televisiefilm, 1993) - Hamilton Cobb
- Sommersby (1993) - Reverend Powell
- Batman (televisieserie) - Ethan Clark (afl. Prophecy of Doom, 1992, stem)
- L.A. Law (televisieserie) - Charles Flanagan (afl. Diet, Diet My Darling, 1992)
- Chance of a Lifetime (televisiefilm, 1991) - Doctor Edelman
- The Fanelli Boys (televisieserie) - Rol onbekend (afl. The Wedding: Part 1 & 2, 1991)
- Babes (televisieserie) - Rol onbekend (afl. All Bumbed Out, 1991)
- Amen (televisieserie) - Santa (afl. Miracle on 134th Street: Part 1 & 2, 1991)
- Back to Hannibal: The Return of Tom Sawyer and Huckleberry Finn (televisiefilm, 1990) - Judge Thatcher
- Parenthood (televisieserie) - Frank Buckman (afl. onbekend, 1990)
- Camp Candy (televisieserie) - Rol onbekend (stem, 1989)
- Uncle Buck (1989) - Mr. Hatfield (stem)
- Have Faith (televisieserie) - Rol onbekend (afl. Letters from Home, 1989)
- Street Justice (1989) - Father Burke
- She's Having a Baby (1988) - Russ Bainbridge
- Committed (1988) - Doctor Quilly
- Planes, Trains and Automobiles (1987) - Bryant (Niet op aftiteling)
- Funland (1987) - Angus Perry
- Pinocchio and the Emperor of the Night (1987) - Puppetino (stem)
- Newhart (televisieserie) - Lew Brooney (afl. Good-Bye & Good Riddance, Mr. Chips, 1987)
- Square One tv (televisieserie) - Judge Hoffman (Episode 1.18, 1.19 & 1.20)
- Dennis the Menace (televisiefilm, 1987) - Mr. George Wilson
- Dead Aim (1987) - McWhorter
- Sky Commanders (televisieserie) - 'Cutter' Kling (stem, 1987)
- Mathnet (televisieserie) - Judge Herman Hoffman (afl. The Trial of George Frankly, 1987)
- Magnum, P.I. (televisieserie) - Captain James T. Lyle (afl. All Thieves on Deck, 1986)
- There Must Be a Pony (televisiefilm, 1986) - Lee Hertzig
- Welcome Home (1986) - Rol onbekend
- Prince Jack (1985) - Ferguson
- Super Password (televisieserie) - Zichzelf (Episode 17 maart 1986)
- Knight Rider (televisieserie) - Wayne Altfield (afl. Knight Racer, 1985)
- Airwolf (televisieserie) - Lou Stappleford (afl. Eagles, 1985)
- Murder, She Wrote (televisieserie) - Sam Breen (afl. Funeral at Fifty-Mile, 1985)
- Hardcastle and McCormick (televisieserie) - James Maxwell (afl. Surprise on Seagull Beach, 1985)
- Hotel (televisieserie) - Uncle Ray (afl. Anniversary, 1985)
- Surviving (televisiefilm, 1985) - Dr. Madsen
- Highway to Heaven (televisieserie) - Reverend David Stearn (afl. a Child of God, 1985)
- Means and Ends (1985) - Rol onbekend
- Space Rage (1985) - Gov. Tovah
- Hunter (televisieserie) - Commissioner Larry Crenshaw (afl. The Hot Grounder, 1984)
- Velvet (televisiefilm, 1984) - Rol onbekend
- Grandview, U.S.A. (1984) - Bob Cody
- Pigs vs. Freaks (televisiefilm, 1984) - Mayor Malcolm Wallwood
- The Yellow Rose (televisieserie) - Mayor Virgil Mapes (afl. The Far Side of Fear, 1984|Villa's Gold, 1984)
- Why Me? (televisiefilm, 1984) - General
- Simon & Simon (televisieserie) - Dr. Lloyd Tyler - Chief of Surgery (afl. Under the Knife, 1984)
- St. Elsewhere (televisieserie) - Charlie Halloran (afl. In Sickness and in Health, 1984)
- Reading Rainbow (televisieserie) - Zichzelf (afl. Hot-Air Henry, 1984, stem)
- Automan (televisieserie) - Judge Alexander Farnsworth (afl. Staying Alive While Running a High Flashdance Fever, 1983)
- Lottery! (televisieserie) - Arthur (afl. Boston: False Illusion, 1983)
- The Facts of Life (televisieserie) - Pete Dawson (afl. Store Games, 1983)
- Last Plane Out (1983) - James Caldwell
- Matt Houston (televisieserie) - Dr. Walter Belkamp (afl. The Good Doctor, 1982|Heritage: Part 1, 1983)
- Mama's Family (televisieserie) - Woody Miller (afl. Mama's Boyfriend, 1983)
- The A-Team (televisieserie) - Verslaggever Al Massey (afl. Mexican Slayride: Part 1 & 2, 1983)
- The Greatest American Hero (televisieserie) - Henry Williams (afl. Live at Eleven, 1983)
- The Love Boat (televisieserie) - Rol onbekend (afl. The Captain's Replacement/Sly as a Fox/Here Comes the Bride...Maybe, 1983)
- Trapper John, M.D. (televisieserie) - Theodore Rankin (afl. You Pays Your Money, 1982)
- Hart to Hart (televisieserie) - Charles Baines (afl. With This Hart, I Thee Wed, 1982)
- The Rules of Marriage (televisiefilm, 1982) - Rol onbekend
- Desperate Lives (televisiefilm, 1982) - Dr. Jarvis
- Fantasy Island (televisieserie) - Bill Ackland (afl. Daddy's Little Girl/The Whistle, 1982)
- Flamingo Road (televisieserie) - Charlie Banks (afl. The Stranger, 1981)
- Side Show (televisiefilm, 1981) - Byron Gage
- Separate Ways (1981) - Huey Block
- Leave 'em Laughing (televisiefilm, 1981) - Smiley Jenkins
- One Day at a Time (televisieserie) - Merchant (afl. Caveat Emptor, 1981)
- Barney Miller (televisieserie) - Cellmate (afl. Contempt: Part 1 & 2, 1981)
- Foul Play (televisieserie) - Rol onbekend (afl. Play It Again, Tuck, 1981)
- The Incredible Hulk (televisieserie) - Sgt. Jack Keeler (afl. East Winds, 1981)
- Walking Tall (televisieserie) - Rol onbekend (afl. The Protectors of the People, 1981)
- Dallas (televisieserie) - Amos Krebbs (afl. The Fourth Son, 1980|The Venezuelan Connection, 1980)
- Portrait of a Rebel: The Remarkable Mrs. Sanger (televisiefilm, 1980) - Soldini
- Blind Ambition (miniserie, 1979) - Richard Kleindienst
- Brothers and Sisters (televisieserie) - Larry Krandall (1979)
- The Love Boat (televisieserie) - Bill (afl. The Critical Success/The Love Lamp Is Lit/Take My Boy Friend, Please/Rent a Family/Man in Her Life: Part 1 & 2, 1979)
- Trapper John, M.D. (televisieserie) - Harry (afl. Taxi in the Rain, 1979)
- W.E.B. (televisieserie) - Rol onbekend (afl. Good Night and Good Luck, 1978)
- Hunters of the Reef (televisiefilm, 1978) - Panama Cassidy
- Goodbye, Franklin High (1978) - Rol onbekend
- Mean Dog Blues (1978) - Victor Lacey
- Kojak (televisieserie) - K.C. Milano (afl. Once More from Birdland, 1977)
- Family (televisieserie) - Howard Stone (afl. An Endangered Species, 1977)
- Quincy, M.E. (televisieserie) - Arthur Brandise (afl. The Hot Dog Murder, 1977)
- Police Woman (televisieserie) - Silky Chamberlain (afl. Silky Chamberlain, 1977)
- Hunter (televisieserie) - Joaef Patel (afl. The Lysenko Syndrome, 1977)
- Seventh Avenue (miniserie, 1977) - John Meyers
- McMillan & Wife (televisieserie) - Charles Whalen (afl. Phillip's Game, 1977)
- The Tony Randall Show (televisieserie) - Rol onbekend (afl. Case: Money vs. Stature, 1976)
- The Feather and Father Gang (televisieserie) - Rol onbekend (afl. Two-Star Killer, 1976)
- Once an Eagle (miniserie, 1976) - General Duke kPulleyne
- Gibbsville (televisieserie) - Charley Paxton (afl. Saturday Night, 1976)
- The Bionic Woman (televisieserie) - Andrew Warfield (afl. Black Magic, 1976)
- Richie Brockelman: The Missing 24 Hours (televisiefilm, 1976) - Arthur Springfield
- Doc (televisieserie) - Rol onbekend (Episode 2 oktober 1976)
- Bridger (televisiefilm, 1976) - Daniel Webster
- Insight (televisieserie) - God (afl. Jesus B.C., 1976)
- Medical Center (televisieserie) - Crail (afl. If Wishes Were Horses, 1976)
- Echoes of a Summer (1976) - Dr. Hallet
- The Streets of San Francisco (televisieserie) - Monsignior Frank Carruthers (afl. Requiem for Murder, 1976)
- Doctor's Hospital (televisieserie) - Dr. Ralph Keyes (afl. Surgeon, Heal Thyself, 1975)
- Barney Miller (televisieserie) - George Webber (afl. Doomsday, 1975)
- The Streets of San Francisco (televisieserie) - John Kovic (afl. Letters from the Grave, 1975)
- Guilty or Innocent: The Sam Sheppard Murder Case (televisiefilm, 1975) - Walt Adamson
- Stevie, Samson and Delilah (1975) - Verteller
- Petrocelli (televisieserie) - Alan (afl. One Killer Too Many, 1975)
- Mannix (televisieserie) - George Kane (afl. Hardball, 1975)
- S.W.A.T. (televisieserie) - Ross Collins (afl. A Coven of Killers, 1975)
- Journey from Darkness (televisiefilm, 1975) - Dr. Cavaliere
- Lucas Tanner (televisieserie) - Ed Michaelson (afl. Shattered, 1975)
- The Abduction of Saint Anne (televisiefilm, 1975) - Ted Morrisey
- Hawaii Five-O (televisieserie) - Senator Harlan Henderson (afl. Bomb, Bomb, Who's Got the Bomb?, 1974)
- The Day the Earth Moved (televisiefilm, 1974) - Judge Tom Backsler
- Murder in the First Person Singular (televisiefilm, 1974) - Rol onbekend
- Chopper One (televisieserie) - Rol onbekend (afl. The Drop, 1974)
- McMillan & Wife (televisieserie) - Ted Hoffenstein (afl. The Game of Survival, 1974)
- Insight (televisieserie) - Todd (afl. When You See Arcturus, 1974)
- Petrocelli (televisieserie) - Alex Mayberry (afl. The Golden Cage, 1974)
- Police Woman (televisieserie) - Ted Adrian (afl. The Beautiful Die Young, 1974)
- Hawkins (televisieserie) - Joe Hamilton (afl. A Life for a Life, 1973)
- Griff (televisieserie) - Christopher Woods (afl. The Last Ballad, 1973)
- Medical Center (televisieserie) - Dr. Brandon Gillette (afl. Broken Image, 1973)
- The Girl with Something Extra (televisieserie) - Stuart Kline (afl. Benefit of Doubt, 1973)
- Tenafly (televisieserie) - Weyburn (afl. The Cash and Carry Caper, 1973)
- The Delphi Bureau (televisieserie) - Broker (afl. The Terror Broker Project, 1973)
- Winesburg, Ohio (televisiefilm, 1973) - Dr. Reefy
- The Girls of Huntington House (televisiefilm, 1973) - Sam Dutton
- Mission: Impossible (televisieserie) - Paul Mitchell (afl. The Fighter, 1973)
- The Partridge Family (televisieserie) - Erwin (afl. Bedknobs and Drumsticks, 1973)
- Pursuit (televisiefilm, 1972) - Robert Phillips
- The F.B.I. (televisieserie) - Elias Devon (afl. The Jug-Marker, 1972)
- Love, American Style (televisieserie) - Rol onbekend (afl. Love and the Ghost, 1972)
- The Farmer's Daughter (televisieserie) - Congressman Glen Morley (67 afl. 1963-1972)
- A Great American Tragedy (televisiefilm, 1972) - Rob Stewart
- The Rookies (televisieserie) - Frank Queenlin (afl. Time Is the Fire, 1972)
- Ghost Story (televisieserie) - Charlie Pender (afl. The Summer House, 1972)
- Gunsmoke (televisieserie) - Ira Spratt (afl. The Judgement, 1972)
- Banacek (televisieserie) - Harry Wexler (afl. Project Phoenix, 1972)
- The Streets of San Francisco (televisieserie) - Russell L. 'Russ' Rankin (afl. 45 Minutes from Home, 1972)
- Medical Center (televisieserie) - Dr. Charles Nolan (afl. Vision of Doom, 1972)
- The Man (1972) - Arthur Eaton
- Now You See Him, Now You Don't (1972) - Professor Lufkin
- The New Healers (televisiefilm, 1972) - Mr. Farrigan
- The Jimmy Stewart Show (televisieserie) - Carruthers (afl. Old School Ties, 1972)
- Night Gallery (televisieserie) - Professor Putman (afl. Little Girl Lost, 1972)
- Ironside (televisieserie) - Judge Lawrence Van Buren (afl. Achilles' Heel, 1972)
- Second Chance (televisiefilm, 1972) - Stan Petryk
- Columbo: Short Fuse (televisiefilm, 1972) - Everett Logan
- The Homecoming: A Christmas Story (televisiefilm, 1971) - Charlie Snead
- The Man and the City (televisieserie) - Rol onbekend (afl. The Deadly Fountain, 1971)
- Mission: Impossible (televisieserie) - Stu Gorman (afl. Blues, 1971)
- Love, American Style (televisieserie) - Rol onbekend (afl. Love and the Television Weekend, 1971)
- Night Gallery (televisieserie) - Sales Director Randy Lane (afl. They're Tearing Down Tim Riley's Bar, 1971)
- Medical Center (televisieserie) - Nick McCrae (afl. Blood Line, 1971)
- Marcus Welby, M.D. (televisieserie) - Rol onbekend (afl. Ask Me Again Tomorrow, 1971)
- Cade's County (televisieserie) - Frank Leonard (afl. Violent Echo, 1971)
- Marriage: Year One (televisiefilm, 1971) - Warren Duden
- A Taste of Evil (televisiefilm, 1971) - Harold Jennings
- Cannon (televisieserie) - Harry Hendrix (afl. Death Chain, 1971)
- Dr. Simon Locke (televisieserie) - Rol onbekend (afl. Losers, Weepers, ????)
- Fool's Parade (1971) - Roy K. Sizemore
- Escape from the Planet of the Apes (1971) - The President
- The Mephisto Waltz (1971) - Dr. West
- Escape (televisiefilm, 1971) - Doctor Henry Walding
- All in the Family (televisieserie) - Eddie Frazier (afl. Success Story, 1971)
- Is There a Doctor in the House (televisiefilm, 1971) - Dr. Tim Newly
- Storefront Lawyers (televisieserie) - Rol onbekend (afl. Let the Dier Beware, 1971)
- Alias Smith and Jones (televisieserie) - Jeremiah Daley (afl. Wrong Train to Brimstone, 1971)
- The Virginian (televisieserie) - Foster Bonham (afl. The Politician, 1971)
- Assault on the Wayne (televisiefilm, 1971) - Captain Frank Reardon
- Big Fish, Little Fish (televisiefilm, 1971) - Rol onbekend
- That Girl (televisieserie) - Joseph Nelson (afl. That Script, 1971)
- Brewster McCloud (1970) - Weeks
- The Name of the Game (televisieserie) - D.W. (afl. The Time Is Now, 1970)
- Love, American Style (televisieserie) - Rol onbekend (afl. Love and the Visitor, 1970)
- The House on Greenapple Road (televisiefilm, 1970) - Paul Durstine
- The Forty-Eight Hour Mile (televisiefilm, 1970) - Bernard Christie
- My World and Welcome to It (televisieserie) - John Monroe (afl. onbekend, 1969)
- The Gypsy Moths (1969) - Allen Brandon
- My Friend Tony (televisieserie) - Rol onbekend (afl. The Shortest Courtship, 1969)
- Mannix (televisieserie) - Nils Sanderson (afl. Shadow of a Man, 1969)
- The Virginian (televisieserie) - Cardine (afl. Halfway Back from Hell, 1969)
- Hawaii Five-O (televisieserie) - Ossie Connors (afl. Which Way Did They Go?, 1969)
- CBS Playhouse (televisieserie) - Art Richardson (afl. Shadow Game, 1969)
- U.M.C. (televisiefilm, 1969) - Raymond Hanson
- The Outsider (televisieserie) - Bernard Christie (afl. Service for One, 1969)
- The Outcasts (televisieserie) - Lafe Partman (afl. The Stalking Devil, 1969)
- Lancer (televisieserie) - Claude Buttermere (afl. The Great Humbug, 1969)
- The Mod Squad (televisieserie) - Fred Williams (afl. Hello Mother, My Name Is Julie, 1969)
- The Angry Breed (1968) - Vance Patton
- The Detective (1968) - Colin MacIver
- The Name of the Game (televisieserie) - Charlie Ross (afl. Lola in Lipstick, 1968)
- Mannix (televisieserie) - Rol onbekend (afl. The Girl in the Frame, 1968)
- The Virginian (televisieserie) - Chick Mead (afl. The Orchard, 1968)
- Ironside (televisieserie) - Eldon Chase (afl. Trip to Hashbury, 1968)
- The F.B.I. (televisieserie) - Howard Dale Converse (afl. The Nightmare, 1968)
- Bonanza (televisieserie) - Marshal Passmore (afl. Star Crossed, 1968)
- Prescription: Murder (televisiefilm, 1968) - Burt Gordon
- Judd for the Defense (televisieserie) - Ira Creighton (afl. Commitment, 1967)
- Mission: Impossible (televisieserie) - Alex Cresnic (afl. The Widow, 1967)
- The Virginian (televisieserie) - Arthur Blanton (afl. To Bear Witness, 1967)
- The F.B.I. (televisieserie) - David Roger Spiers (afl. By Force and Violence: Part 1 & 2, 1967)
- Mission: Impossible (televisieserie) - Deputy Premier Milos Pavel (afl. The Train, 1967)
- Dundee and the Culhane (televisieserie) - Robert Campbell (afl. The Thy Brother's Keeper Brief, 1967)
- Gentle Ben (televisieserie) - James Harkness (afl. Jennifer, 1967)
- Custer (televisieserie) - Samson (afl. Under Fire, 1967)
- The Invaders (televisieserie) - Michael Tressider (afl. Summit Meeting: Part 1 & 2, 1967)
- Hour of the Gun (1967) - Texas Jack Vermillion
- The Invaders (televisieserie) - Major Rick Graves (afl. Doomsday Minus One, 1967)
- Star Trek (televisieserie) - Commodore Decker (afl. The Doomsday Machine, 1967)
- Bob Hope Presents the Chrysler Theatre (televisieserie) - Rol onbekend (afl. Wipeout, 1967)
- The Fugitive (televisieserie) - Professor Fritz Simpson (afl. The Ivy Maze, 1967)
- Run for Your Life (televisieserie) - Ralph Wilson (afl. The List of Alice McKenna, 1967)
- The Iron Horse (televisieserie) - Colin McCrory (afl. Town Full of Fear, 1966)
- The F.B.I. (televisieserie) - Anton Christopher (afl. The Assassin, 1966)
- The Wild Wild West (televisieserie) - Ben Victor (afl. The Night of the Flying Pie Plate, 1966)
- Twelve O'Clock High (televisieserie) - Lt. Col. Christy (afl. Gauntlet of Fire, 1966)
- The Americanization of Emily (1964) - Capt. Harry Spaulding
- One Man's Way (1964) - Rev. Clifford Peale
- For Love or Money (1963) - Sam Travis
- Cattle King (1963) - Harry Travers (Sharlee's Brother)
- 77 Sunset Strip (televisieserie) - Cuthbert Carmichael (afl. The Checkmate Caper, 1963)
- Empire (televisieserie) - Lawrence Rowan (afl. Hidden Asset, 1963)
- The Twilight Zone (televisieserie) - Dr. Wallman (afl. Miniature, 1963)
- Combat! (televisieserie) - Captain Lew Anders (afl. Off Limits, 1963)
- To Kill a Mockingbird (1962) - Mr. Gilmer, Prosecutor
- Stoney Burke (televisieserie) - Reese Ludlow (afl. A Matter of Pride, 1962)
- Seven Times Monday (televisiefilm, 1962) - Bob
- Gunsmoke (televisieserie) - Paul Hill (afl. False Front, 1962)
- 77 Sunset Strip (televisieserie) - Calvin Otterman (afl. Mr. Bailey's Honeymoon, 1962)
- Follow the Sun (televisieserie) - Rol onbekend (afl. Chalk One Up for Johnny, 1962)
- The Lucy Show (televisieserie) - Mr. Taylor (afl. Lucy Digs Up a Date, 1962)
- The Gallant Men (televisieserie) - Jake (afl. Pilot, 1962)
- Kraft Mystery Theater (televisieserie) - Rol onbekend (afl. In Close Pursuit, 1962)
- Follow the Sun (televisieserie) - Meredith St. John (afl. A Ghost in Her Gazebo, 1962)
- Thriller (televisieserie) - Lou Walters (afl. Man of Mystery, 1962)
- The Donna Reed Show (televisieserie) - Rol onbekend (afl. The Wide Open Spaces, 1962)
- Bus Stop (televisieserie) - Ed Henderson (afl. The Ordeal of Kevin Brooke, 1962)
- The Gertrude Berg Show (televisieserie) - Ernie Oakes (afl. Goodbye, Mr. Howell, 1962)
- Surfside 6 (televisieserie) - Robby Brooks (afl. Anniversary Special, 1962)
- Cheyenne (televisieserie) - Carter (afl. Legacy of the Lost, 1961)
- Ben Casey (televisieserie) - Dr. Owen (afl. The Sweet Kiss of Madness, 1961)
- The Twilight Zone (televisieserie) - The Major (afl. Five Characters in Search of an Exit, 1961)
- Surfside 6 (televisieserie) - Shrewdie (afl. The Affairs at Hotel Delight, 1961)
- The Donna Reed Show (televisieserie) - Rol onbekend (afl. All Is Forgiven, 1961)
- Gunsmoke (televisieserie) - Lee Sharkey (afl. Nina's Revenge, 1961)
- Checkmate (televisieserie) - Peter Morell (afl. Through a Dark Glass, 1961)
- The Detectives Starring Robert Taylor (televisieserie) - Sutter (afl. Tobey's Place, 1961)
- Guestward Ho! (televisieserie) - Rol onbekend (afl. The Christmas Spirit, 1960)
- Play of the Week (televisieserie) - Bob (afl. Seven Times Monday, 1960)
- Westinghouse Desilu Playhouse (televisieserie) - Rol onbekend (afl. In Close Pursuit, 1960)
- Hallmark Hall of Fame (televisieserie) - Max Halliday (afl. Dial M for Murder, 1958)
- Robert Montgomery Presents (televisieserie) - Rol onbekend (afl. Kiss and Tell, 1951|The Drifter, 1955|Tomorrow Is Forever, 1955|The Grand Prize, 1957)
- Masterpiece Playhouse (televisieserie) - King Richard III (afl. Richard III, 1950)
- Lights Out (televisieserie) - Rol onbekend (afl. The Heart of Jonathan O'Rourke, 1950)

- Bibliothèque nationale de France: cb14239621g (data)
- Gemeinsame Normdatei: 1059725479
- International Standard Name Identifier: 0000 0000 7840 943X
- Library of Congress Control Number: n87860074
- SNAC: w6kh4vsf
- Virtual International Authority File: 67992683
- WorldCat: E39PBJpdQb6HhRTh9JXP4mkFKd